# ظبي أسمر
الظبي الأسمر أو أبو عُرْف الأغبر أو العلهب الأغبر (الاسم العلمي: Hippotragus equinus) واحد من أكبر أنواع الظباء. طوله 190-240 سنتيمتر من الرأس إلى قاعدة الذيل. كتلة الذكر 250-270 كيلوغرام. بنيته تشبه الحصان، والقرون موجودة في كلا الجنسين ومحنية إلى الخلف.

## انظر ايضاً
- سيغة